# Modlin
Modlin (under 1800-talet av ryssarna kallat Novogeorgievsk) är en stad och ett fort i  Polen, vid floden Wisła där denna förenar sig med Bug, 50 kilometer nordväst om Warszawa. Det var en mäktig fästning under 1800-talet.
Några äldre källor anger att Karl XII skulle ha varit den första att inse platsens stora betydelse ur strategiskt och taktiskt hänseende och att han lät befästa den här belägna köpingen Modlin. Men andra menar att svenskarna redan 1656 ska ha uppfört "Bugskansen", och då handlar det alltså om Karl X Gustav. Napoleon Bonaparte utvidgade 1807 vallarna och påbörjade bygget av den egentliga fästningen; emellertid var denna ännu inte fullbordad då ryssarna intog fästningen och tvingade den franske generalen Daendels till kapitulation den 1 december 1813. Tsar Alexander I fortsatte befästningsarbetet, fram tills polackerna bemäktigade sig fästningen under upproret 1830. Under belägring av general Golowin, gav sig den polske kommendanten greve Ledochowski den 7 oktober 1831 villkorslöst. Därefter lät tsar Nikolaj I fullständigt bygga om fästningen under ledning av general Dehn.
Fästningen bestod på 1880-talet av bombsäkra byggnader för garnisonen, omgivna av mäktiga vallar som sträckte sig upp till 40 meter över flodnivån, i sin tur omgivna av långa rader av utanverk. Novogeorgievsk bildade tillsammans med Warszawa, Ivangorod och Brest-Litovsk den så kallade "polska fästningsfyrkanten".
Under första världskriget erövrades fästningen från ryssarna av den tyske generalen Hans von Beseler den 20 augusti 1915.
Under "slaget om Modlin" försvarades fästningen mellan 13 och 29 september 1939 av polska styrkor under ledning av brigadgeneralen Wiktor Thommée mot det tyska angreppet.